# モルテン・ビエル
モルテン・ビエル（Morten Bjerre、1972年2月13日 - ）は、デンマークの引退したハンドボール選手。
彼の長年のキャリアの間、ハンドボルド・リーガエンのAjax København、Handball-BundesligaのSG Flensburg-HandewittやSG Flensburg-HandewittやTHW Kielでプレーした。
彼は、THW Kielでドイツ選手権とEHFカップで優勝した。
長年、ビエルは、ハンドボールデンマーク代表の重要な選手で、200試合ほどに出場した。